# Умберто Бонаде
Умберто Бонаде (італ. Umberto Bonadè, 2 січня 1909 — 1992) — італійський академічний веслувальник.
Бронзовий призер Олімпійських Ігор 1928 року в складі розпашної четвірки без стернового.
Чемпіон Європи 1929 року в складі розпашної четвірки без стернового.